# トマス・メヒアス
トマス・メヒアス・オソリオ (Tomás Mejías Osorio, 1989年1月30日 - ）は、スペイン・マドリード出身のサッカー選手。FCカルタヘナ所属。ポジションはGK。

## クラブ歴
2001年、12歳でレアル・マドリードのカンテーラに入団。2007年からはレアル・マドリードCでプレーを始めるとともに、2007-08シーズンにはレアル・マドリード・カスティージャでセグンダ・ディビシオンBの試合に5試合出場した。
2011年5月10日のヘタフェCF戦で、アントニオ・アダンとの交代で後半85分から出場し、トップチームデビューを果たした。シーズン終了後のアメリカ遠征にも、トップチームと共に参加した。
2013-14シーズン冬の移籍期間にチャンピオンシップのミドルズブラFCにシーズン終了まで期限付き移籍することで合意していたが移籍期間終了後の2014年2月12日に移籍が承認され、ジョゼ・モウリーニョ監督時代にレアル・マドリードでスポーティングディレクターを務めていたアイトール・カランカと再会した。同年7月4日には2年契約で完全移籍となる。加入後は2試合の出場に留まり、2020年夏にはマーカス・ベッティネッリが加入。同年9月11日、リーガ1のFCディナモ・ブカレストへシーズンローンとなることが発表された。
2021年1月14日、ボロとの契約を解除しTFF1.リグのアンカラスポルへ加入する。
2020-21シーズン終了後に無所属となっていたが、2021年10月18日にAリーグ・メンのウェスタン・シドニー・ワンダラーズFCと契約。
2023年1月4日、ADセウタFCに加入した。
2024年2月1日、フリーでFCカルタヘナに移籍した。

## 代表歴
2009年に開催された地中海競技大会にU-20スペイン代表として招集され、全4試合に先発出場して金メダル獲得に貢献した。

## タイトル
クラブ
レアル・マドリード
- コパ・デル・レイ : 2010-11
- プリメーラ・ディビシオン : 2011-12

レアル・マドリード・カスティージャ
- セグンダ・ディビシオンB : 2011-12

代表
U-20スペイン代表
- 地中海競技大会 : 2009